# Partido Conciencia Popular
El Partido Conciencia Popular (PCP) fue un partido político mexicano del Estado de San Luis Potosí, fundado por el político potosino Óscar Vera Fábregat, siendo el único líder del partido hasta julio de 2024, cuando el partido perdió su registro.
 El partido inicialmente fundado como una asociación política local, obtuvo su registro como partido en 1997, obteniendo un crecimiento gradual  al lograr la representación en ayuntamientos y diputaciones locales.
Finalmente, el partido no pudo alcanzar el 3% minímo de votos para seguir activo después de la jornada electoral del 2024, haciendo oficial su disolución el 18 de julio del 2024.

## Historia
El Partido Conciencia Popular surge en 1994 como una asociación política con el lema “Siempre libres en México por San Luis Potosí”. El 4 de noviembre de 1997, obtiene su registro estatal denominando Partido Político “Conciencia Popular” (PCP), y el 8 de noviembre de 1998 se realiza la Asamblea Constitutiva en el Auditorio Miguel Barragán, con la asistencia de 250 delegados que representaron a las 15 asambleas distritales con un padrón de afiliación de 25,015 militantes. El partido es dirigido desde sus inicios por Óscar Carlos Vera Fabregat, quien fuera procurador general de Justicia del estado entre 1985 y 1987, en la gestión de Leopoldino Ortiz Santos, del PRI.
Su dirigente Óscar Vera Fabregat logró ser diputado plurinominal en cuatro ocasiones y su hijo, Jorge Vera Noyola, otros dos periodos más. En la contienda del 2000 se logra incorporar un regidor, en el 2003 se incorporó un diputado y 4 regidores, y en el 2006 un diputado, 5 presidentes municipales, 20 regidores y 4 síndicos.
En marzo de 2024, el PCP presentó  15 candidatos a diputados locales, los cuales representarían no solo a la capital del estado, sino también a los municipios de Santa María del Río y Matehuala. A pesar de este anuncio, durante la jornada electoral del 2024 y debido a sus pobres resultados, el PCP, junto a los partidos locales Movimiento Laborista San Luis Potosí, Encuentro Solidario San Luis Potosí, además de los contendientes nacionales Partido del Trabajo y el Partido de la Revolución Democrática, perdieron su registro como partidos. El partido apenas obtuvo 1.78 % (22,275 votos) de los votos totales en el estado, siendo el de menor votación, seguido por el Movimiento Laborista (2.07 %, equivalente a 25,839 votos) y Encuentro Social SLP (2.1 % equivalente a 26,240 votos). La disolución del partido se hizo oficial el 18 de julio del mismo año, siendo confirmada por el líder Óscar Vera Fábregat.